# Rotgesicht-Kreischeule
Die Rotgesicht-Kreischeule (Megascops guatemalae, Synonym: Otus guatemalae), auch Guatemala-Kreischeule oder Rotgesichteule genannt, ist eine Art aus der Familie der Eigentlichen Eulen. Sie kommt in vier Unterarten ausschließlich in Nord- und Zentralamerika vor.

## Erscheinungsbild

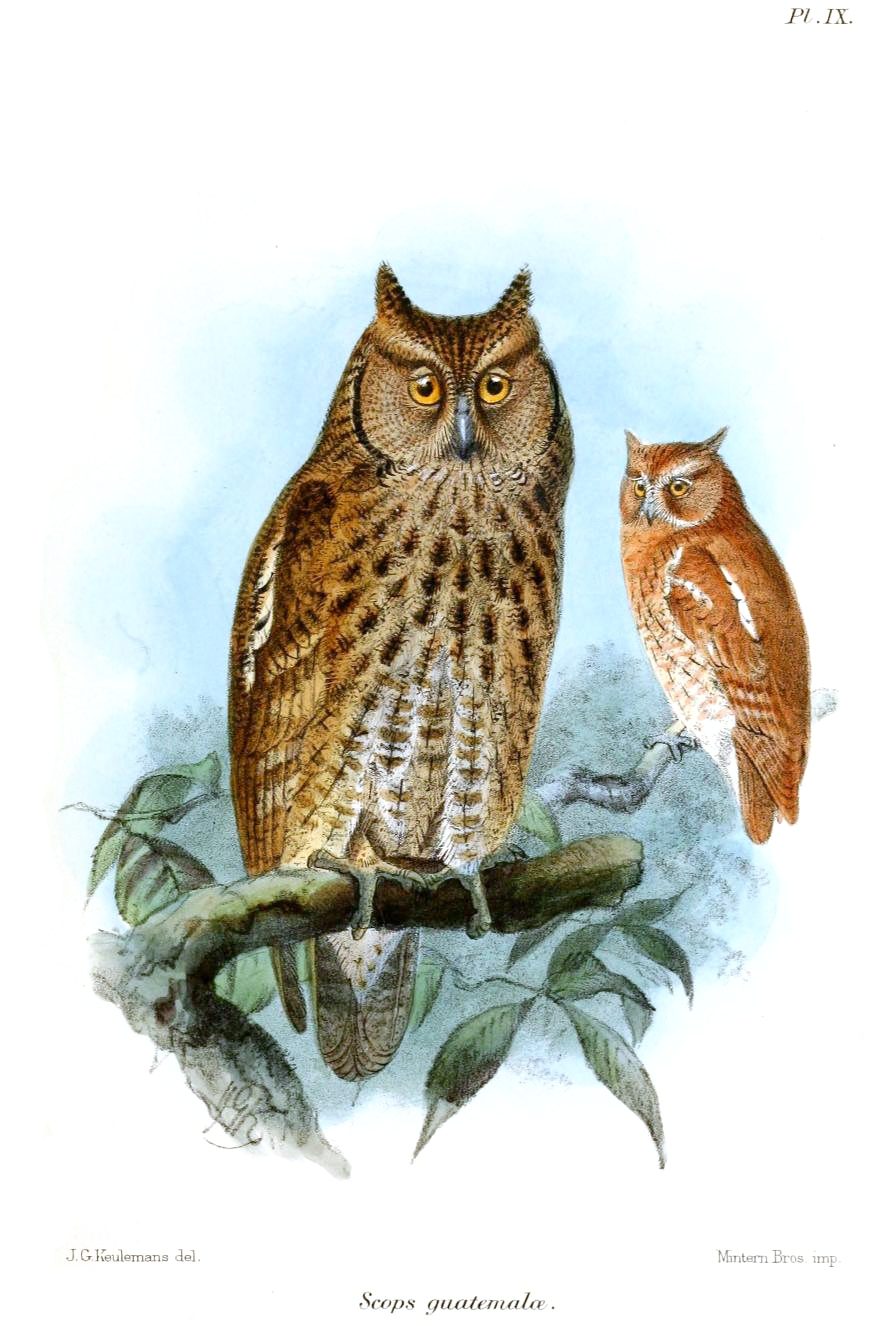
Rotgesicht-Kreischeule, Illustration

Mit einer Körpergröße von etwa 20 bis 23 Zentimetern ist die Rotgesicht-Kreischeule innerhalb ihrer Gattung eine eher kleine bis mittelgroße Art. Sie kommt in einer grauen und einer rotbraunen Farbmorphe vor. In Größe und Gefiederfärbung gleicht sie eher der Bänderkreischeule. Anders als bei dieser Art hat die Rotgesicht-Kreischeule jedoch Läufe, die bis zu den Zehen befiedert sind. Der Schwanz ist verhältnismäßig lang. Die Körperunterseite hat auffällige Längsstreifen sowie einige Querstreifen. Der Gesichtsschleier ist auffällig von einem dunklen Federrand umgeben. Sie hat relativ kurze Federohren. Der Gesichtsschleier ist durch einen nur undeutlichen, dunkleren Federrand begrenzt. Die Augen sind gelb. Der Schnabel ist grünlich olivfarben.
Innerhalb ihres Verbreitungsgebietes kann die Rotgesicht-Kreischeule neben der Bänderkreischeule auch mit der Ost-, West-, Oaxaca- und der Mangrovekreischeule verwechselt werden. Diese Arten haben jedoch alle befiederte Zehen. Die Nacktbein-Kreischeule ist deutlich größer und bei ihr sind die unteren Läufe unbefiedert.

## Verbreitung und Lebensraum

Verbreitungsgebiet der Rotgesicht-Kreischeule (grün)

Das Verbreitungsgebiet der Rotgesicht-Kreischeule reicht von Mexiko bis nach Belize, Nicaragua, Guatemala, Honduras und den Norden Costa Ricas. Sie ist ein Standvogel, der feuchte bis semiaride Wälder sowie Buschland besiedelt. Die Höhenverbreitung reicht von der Tiefebene bis in Höhenlagen von 1.500 Meter NN.

## Lebensweise
Die Rotgesicht-Kreischeule ist eine nachtaktive Eule. Sie übertagt im dichten Blattwerk von Bäumen oder in Baumhöhlen. Sie ist wegen ihrer guten Tarnung nur sehr schwer auszumachen und fällt meist durch ihre Rufe auf. Ihr Nahrungsspektrum umfasst vor allem Insekten und Spinnen. Sie jagt häufig am Waldesrand oder auf Lichtungen und ist auch schon beobachtet worden, wie sie Insekten im Flug fängt. Sie nistet in Baumhöhlen und das Gelege besteht aus zwei bis drei weißen Eiern. Ansonsten ist ihre Fortpflanzungsbiologie noch nicht genauer untersucht. Sie gleicht vermutlich aber der anderer Kreischeulen.